# JCSAT-3A
JCSAT-3Aは、JSAT社(現・スカパーJSAT)が打ち上げ、運用している通信衛星。メーカーはロッキード・マーティンで、2006年8月11日にアリアン5ロケットにより打ち上げられた。